# Luci Valeri Flac (cònsol 152 aC)
Luci Valeri Flac (en llatí Lucius Valerius Flaccus) va ser un magistrat romà del segle ii aC. Formava part de la gens Valèria, i era de la família dels Flac.
Va ser elegit cònsol l'any 152 aC juntament amb Marc Claudi Marcel, i va morir durant el seu període de govern.